# NBA 2K14
NBA 2K14 est un jeu vidéo de basket-ball développé par Visual Concepts et édité par 2K Sports sorti le 1er octobre 2013 sur Xbox 360 et PlayStation 3 ; les versions sur PlayStation 4 et Xbox One sont sorties en novembre de la même année. 
En plus des 30 équipes actuelles de la NBA, le jeu nous laisse la possibilité de rejouer avec des anciennes équipes devenues légendaires et le jeu propose également 14 équipes de l'Euroligue.

## Jaquette
C'est la star du Heat de Miami, LeBron James qui figure sur la pochette du jeu.

## Licences des équipes
| Conférence Est         | Conférence Ouest                | Équipe Légendes                                                                        | Équipe Euroligue         |
| ---------------------- | ------------------------------- | -------------------------------------------------------------------------------------- | ------------------------ |
| Celtics de Boston      | Thunder d'Oklahoma City         | Warriors de Golden State 1990-1991                                                     | Olympiakos Le Pirée      |
| Knicks de New York     | Nuggets de Denver               | Celtics de Boston 1964-1965, 1985-1986                                                 | Maccabi Tel-Aviv         |
| 76ers de Philadelphie  | Jazz de l'Utah                  | Lakers de Los Angeles 1964-1965, 1970-1971, 1971-1972, 1986-1987, 1990-1991, 1997-1998 | FC Barcelone             |
| Raptors de Toronto     | Trail Blazers de Portland       | Bucks de Milwaukee 1970-1971, 1984-1985                                                | Real Madrid              |
| Nets de Brooklyn       | Timberwolves du Minnesota       | Bulls de Chicago 1985-1986, 1988-1989, 1990-1991, 1992-1993, 1995-1996, 1997-1998      | ALBA Berlin              |
| Bulls de Chicago       | Lakers de Los Angeles           | Hawks d'Atlanta 1970-1971, 1985-1986                                                   | CSKA Moscou              |
| Pacers de l'Indiana    | Clippers de Los Angeles         | Knicks de New York 1971-1972, 1994-1995                                                | Laboral Kutxa Vitoria    |
| Bucks de Milwaukee     | Suns de Phoenix                 | 76ers de Philadelphie 1976-1977, 1984-1985, 2000-2001                                  | Panathinaïkos Athènes    |
| Pistons de Détroit     | Warriors de Golden State        | Cavaliers de Cleveland 1989-1990                                                       | Unicaja Málaga           |
| Cavaliers de Cleveland | Kings de Sacramento             | Trailblazers de Portland 1990-1991                                                     | Žalgiris Kaunas          |
| Heat de Miami          | Spurs de San Antonio            | Hornets de Charlotte 1992-1993                                                         | Montepaschi Siena        |
| Hawks d'Atlanta        | Grizzlies de Memphis            | Rockets de Houston 1993-1994                                                           | Anadolu Efes Spor Kulübü |
| Magic d'Orlando        | Mavericks de Dallas             | Nuggets de Denver 1993-1994                                                            | Fenerbahçe Ülker         |
| Wizards de Washington  | Rockets de Houston              | Magic d'Orlando 1994-1995                                                              | EA7 Emporio Armani Milan |
| Bobcats de Charlotte   | Pelicans de La Nouvelle-Orléans | SuperSonics de Seattle 1995-1996                                                       |                          |
|                        |                                 | Jazz de l'Utah 1997-1998                                                               |                          |
|                        |                                 | Spurs de San Antonio 1997-1998                                                         |                          |
|                        |                                 | Pistons de Détroit 1988-1989                                                           |                          |

## Musiques du jeu
C'est la star de la NBA, LeBron James qui a choisi les musiques.
- Big K.R.I.T., Cool 2 be Southern
- Cris Cab, Paradise (On Earth)
- Coldplay, Lost!
- Daft Punk (feat. Pharrell Williams), Get Lucky
- Drake, Started from the Bottom
- Eminem, Not Afraid
- Fly Union, Long Run
- Gorillaz, Clint Eastwood
- Imagine Dragons, Radioactive
- Jadakiss (feat. Ayanna Irish), Can’t Stop Me
- Jay-Z, The Ruler’s Back
- John Legend (feat. Rick Ross), Who Do We Think We Are
- Kanye West (feat. Rihanna), All of the Lights
- Kendrick Lamar, Now Or Never
- Macklemore & Ryan Lewis (feat. Ray Dalton), Can't Hold Us
- Nas (feat. Puff Daddy), Hate Me Now
- Phil Collins, In The Air Tonight
- Robin Thicke (feat. T.I. & Pharrell Williams), Blurred Lines
- The Black Keys, Elevator
- The Black Keys, Howlin' for You

## Accueil
- Jeuxvideo.com : 17/20 (PS4/XBO)[1] - 16/20 (PC)[2]